# Kaplanova turbína

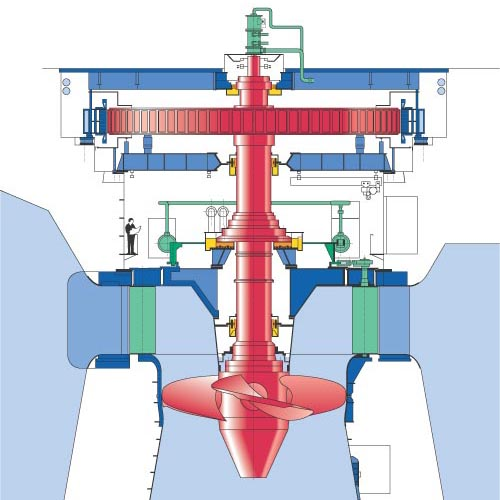
Řez Kaplanovou turbínou

Kaplanova turbína je přetlaková axiální turbína s velmi dobrou možností regulace. Toho se využívá především v místech, kde není možné zajistit stálý průtok, nebo spád. Kaplanovy turbíny dominují v instalacích s vysokým průtokem a malým výškovým spádem (např. dolní toky velkých řek).
Turbínu vynalezl profesor brněnské techniky Viktor Kaplan. Od svého předchůdce, Francisovy turbíny, se liší především menším počtem lopatek, tvarem oběžného kola a především možností regulace náklonu lopatek u oběžného i rozváděcího kola.

## Charakteristika
Má vyšší účinnost než Francisova turbína, ale je výrazně složitější a dražší. Používá se pro spády od 1 do 70,5 m (což je spád na vodní elektrárně na Orlíku) a průtoky 0,15 až několik stovek m3/s. Největší hltnost na světě mají Kaplanovy turbíny na Saratovské vodní elektrárně na Volze, a to 806 m3/s na spádu 10–11,5 m. Obecně se dá říct, že se používá především na malých spádech při velkých průtocích, které nejsou konstantní. V závislosti na rozdílu hladin může být instalována buď se svislou, nebo s vodorovnou osou otáčení.

## Historie vývoje Kaplanovy turbíny

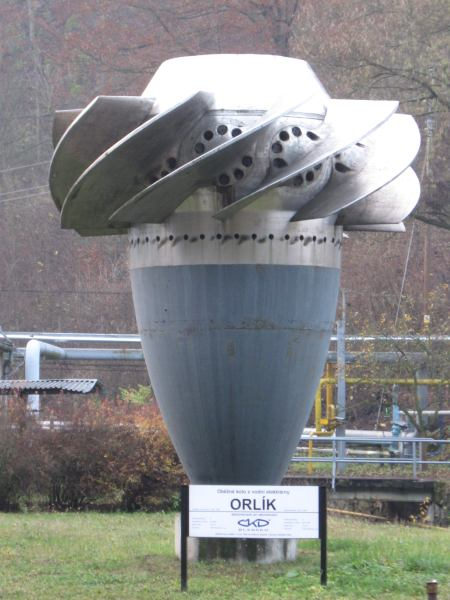
Kaplanova turbína, výrobek ČKD Blansko

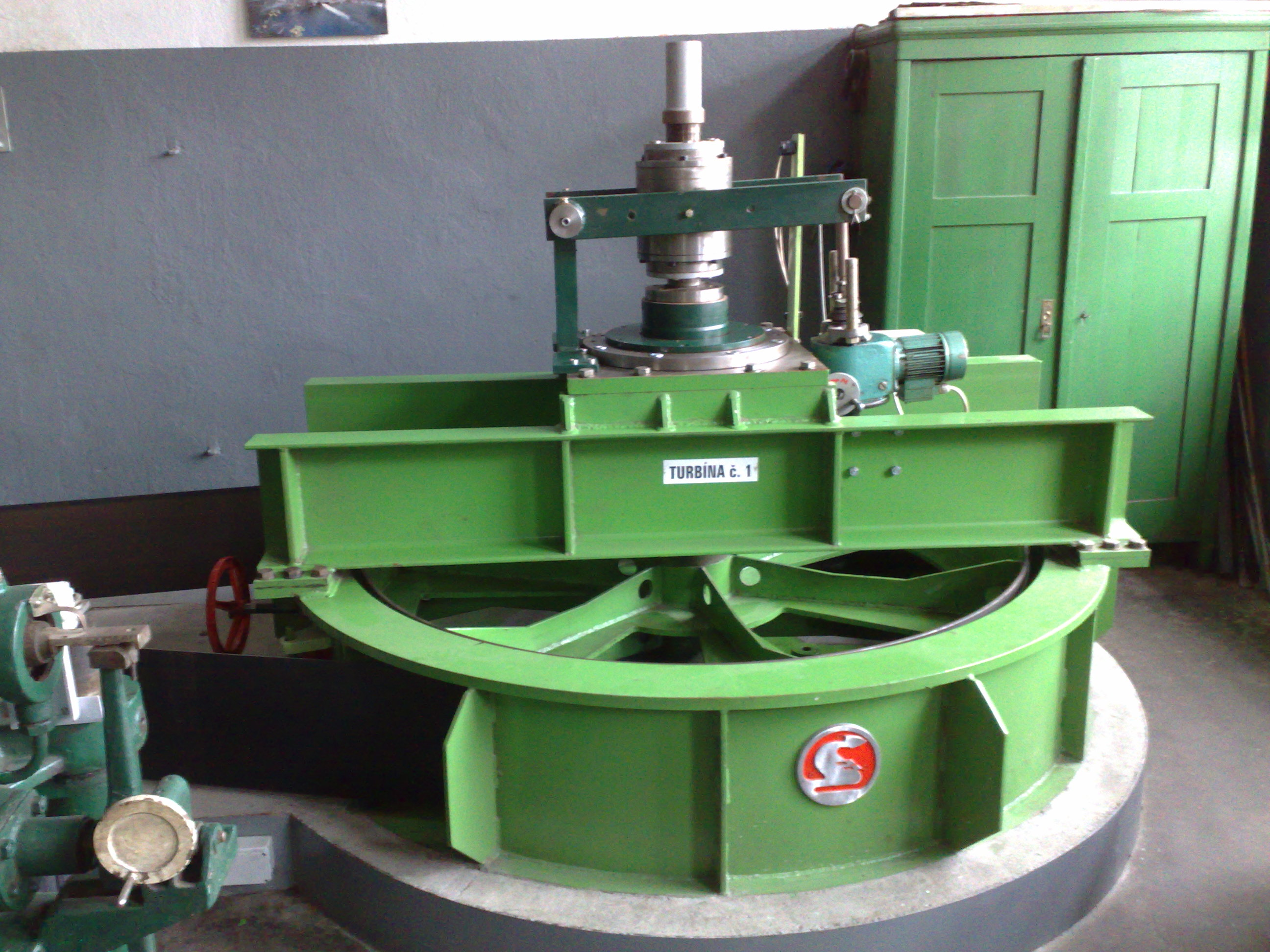
Horní kryt Kaplanovy turbíny

Kaplan jako první vzal při teoretickém návrhu turbíny v úvahu vazkost vody. V letech 1910-1912 proto navrhl na základě svých úvah nový tvar oběžného kola. První prototyp Kaplanovy turbíny byl vyroben brněnskou firmou Ignác Storek vlastněnou Heinrichem Storkem v roce 1919. Po zkouškách se ukázalo, že turbína dosahuje vynikající mechanické účinnosti až 86 %. Další prototyp byl úspěšně vyzkoušen v poděbradské elektrárně. Výsledky zkoušek vedly v roce 1920 k rozhodnutí použit Kaplanovy turbíny v trvalém provozu v nově budované vodní elektrárně na Strži nedaleko Kroměříže. V Ústředním seznamu kulturních památek České republiky je vodní elektrárna na Strži vedena pod číslem 101819.
Později, když se Kaplanovým žákům podařilo vyřešit i problémy s kavitací, se tato turbína stala nejvýznamnějším typem turbíny užívaným ve velkých vodních elektrárnách se spádem do 50 m po celém světě. Začátkem jejího úspěchu byla úspěšná montáž tehdy největší turbíny světa ve švédském Jlla Edet v roce 1925.
Kaplanovy turbíny byly velice úspěšným vývozním artiklem československého strojírenství.

## Propelerová turbína
Velmi zjednodušenou a zmenšenou variantou Kaplanovy turbíny je tzv. propelerová turbína („vrtulová turbína“), u níž jsou rozváděcí a většinou i oběžné lopatky pevné. Využívá se spolu s Bánkiho turbínou u malých vodních elektráren, kde nahrazuje složitější malé Francisovy turbíny.